# Diogo Rêma
Diogo Rêma Marques (Vila Nova de Gaia, 17 de marzo de 2004) es un jugador de balonmano portugués que juega de portero en el FC Oporto. Es internacional con la selección de balonmano de Portugal.
Su primer gran campeonato con la selección fue el Campeonato Europeo de Balonmano Masculino de 2024.

## Palmarés

### Oporto
- Liga de Portugal de balonmano (1): 2022

## Clubes
| Club             | País     | Año       |
| ---------------- | -------- | --------- |
| FC Gaia          | Portugal | 2019-2020 |
| FC Oporto B      | Portugal | 2020-2021 |
| FC Oporto        | Portugal | 2021-Act. |
| FC Gaia (cedido) | Portugal | 2022-2023 |